# Zooey Zephyr
Zooey Simone Zephyr (Billings (Montana), Estados Unidos, 29 de agosto de 1988) es una política y administradora universitaria estadounidense que representa a Missoula en el distrito 95 de la Cámara de Representantes de Montana. Miembro del Partido Demócrata, fue electa en las elecciones de 2022 para representar al distrito 100 en la Cámara de Representantes del estado, lo que la convirtió en la primera persona abiertamente transgénero en ser elegida para la Legislatura de Montana. Juró su cargo como representante el 2 de enero de 2023. En abril de 2023, a Zephyr se le permitió hablar, pero más tarde se le prohibió la entrada a la Cámara después de hablar en contra de múltiples proyectos de ley anti-LGBT y criticar a sus partidarios. En noviembre de 2024, Zephyr ganó la reelección a la Cámara en el distrito 95, al que se presentó debido a la redistribución de distritos.

## Vida personal
Zephyr se casó con la periodista y activista trans Erin Reed el 14 de diciembre de 2024 tras 19 meses de prometidas.
Unos días antes de su compromiso, Zephyr y Reed fueron víctimas de intentos de swatting en sus respectivas residencias; Reed agradeció a la policía local su ayuda para detener los incidentes. En junio de 2023, la pareja se presentó en los actos del Orgullo en todo Estados Unidos. Más tarde, declaró a Out: «Dondequiera que viajo, veo una comunidad queer que se apoya mutuamente a través de las dificultades a las que nos enfrentamos.... Nos enfrentamos a un nivel de ataques sin precedentes por parte de la extrema derecha; sin embargo, en general, este odio está siendo rechazado"